# 토탈 워: 삼국
《토탈 워: 삼국》(Total War: Three Kingdoms)은 크리에이티브 어셈블리에서 개발하여, 세가에서 2019년 5월 23일 발매한 12번째 토탈 워 시리즈 전략 시뮬레이션 게임으로, 소설 삼국지연의로 유명한 중국의 삼국 시대를 배경으로 하고 있다.
《토탈 워: 삼국》은 발매 후 7일만에 판매 100만장을 돌파하여, 흥행에 성공하였다는 평가를 받았다. 아울러 기존의 삼국지 게임 시리즈인 코에이 삼국지와 여러모로 장단점의 비교가 이루어졌다.

## 개발 및 출시
이 게임은 크리에이티브 어셈블리에 의해 개발되었다. 크리에이티브 어셈블리는 게임의 많은 요소들을 다듬어 인공 지능과 [[사용자 인터페이스] 모두에 변화를 가져왔다. 팀의 가장 중요한 소스 자료인 "기록"과 "로망스"가 캐릭터에 크게 초점을 맞추고 있기 때문에 팀은 게임에서 캐릭터와 장군을 더 중요하게 만들기 위해 " guanxi" 시스템을 도입했다. 당시 전문가인 사이놀러지 [[라페 드 크레스피니]가 게임의 컨설턴트 역할을 했다.
2016년 11월 게임이 여전히 사전 제작 중이었을 때 크리에이티브 어셈블리는 다음 역사적인 "토탈 워" 타이틀이 이전 게임의 후속작이 아닌 새로운 시대를 개척할 것이라고 발표했다. "삼국지"는 2018년 1월 11일 퍼블리셔 Sega에 의해 시네마틱 트레일러와 함께 공개되었다. 원래 2018년 하반기에 출시될 예정이었으나 2019년 초로 게임이 지연되어 팀이 게임의 제작을 완료할 수 있는 추가 개발 시간을 갖게 되었다. 이후 2019년 3월 7일이라는 새로운 출시일이 발표되었고, 이는 2019년 5월 23일로 연기되었다.

## 게임 플레이
여타 삼국지 게임과 마찬가지로, 플레이어는 《토탈 워: 삼국》에서는 여러 군웅 중 하나를 선택하여, 세력을 확장해 다른 군웅들을 물리치고 분열된 한 제국을 다시 통일하는 것을 목적으로 한다. 발매 이전 알려진 바로는, 게임에서 플레이어가 선택할 수 있는 군웅은 총 11명이다.
군주 이름들은
군웅할거: 유비
손견
조조
유표 공손찬
장연 정강
하의
황소
공도
원소
원술
엄백호
도겸이다.

## 다운로드 가능 콘텐츠
본 게임 출시 이후 여러 다운로드 가능 콘텐츠(DLC)도 추가로 출시되었으며 다음을 포함한다.
| 이름                                  | 출시일     |
| ------------------------------------- | ---------- |
| 황건적의 난 (Yellow Turban Rebellion) | 2019년 5월 |
| 피의 통치 (Reign of Blood)            | 2019년 6월 |
| 팔왕의 난 (Eight Princes)             | 2019년 8월 |
| 천명 (Mandate of Heaven)              | 2020년 1월 |
| 배신당한 천하 (A World Betrayed)      | 2020년 3월 |

| 이름                     | 출시일     |
| ------------------------ | ---------- |
| 도겸 (Tao Qian)          | 2020년 1월 |
| 엄백호 (White Tiger Yan) | 2020년 3월 |

## 평가
초기에는 평가가 매우 긍정적이었으나, DLC 팔왕의 난 이후로 부정적인 평가가 증가해 이용자 수가 급감하였다.